# Церква Святого Андрія в Крісі
Церква святого Андрія в Крісі (грец. Μονή του Άγίου Άνδρέου ἐν τῆ Κρίσει) — церква, що знаходиться на схилах сьомого пагорба Стамбула, біля берега Мармурового моря.
За традицією, благочестива сестра імператора Феодосія II, Аркадія, заснувала за 600 метрів від воріт Сатурніна жіночий монастир в ім'я св. Андрія Первозванного. В історичних документах він уперше згадується у 792 як монастир «Андрія в Крісі». Після загибелі від руки іконоборців св. Андрія Критського його мощі вміщені в монастирі зі схожою назвою, який згодом був переосвячений на честь цього преподобномученика.
За Василя I соборна церква повністю перебудована.
Після десятиліть латинського запустіння обитель відновлена в 1284 племінницею Михайла VIII Феодорою, яка прийняла тут постриг. Відомості про стан «жіночої церкви» при Палеологах дуже мізерні і походять здебільшого з травелогів руських паломників, які справно відвідували святиню з мощами св. Андрія Критського.
У мечеть Мустафи-паші (тур. Koca Mustafa (Paşa Camii) храм звернений між 1486 і 1491 за наполяганням султанського візира, що носив це ім'я. Його було страчено в 1512, а мечеть передали дервішам.
Коли султан Селім I задумав знести мечеть для розширення палацу Топкапи, дервіші стали проти і тим самим врятували перлину візантійської архітектури.
В османський період будівля зазнала значних перебудов. У XVII—XVIII століттях четверик був оточений різними прибудовами, включаючи медресе та стовпоподібний фонтан.
Після землетрусу 1766 повністю перекладений купол, в XIX столітті - притвор і огорожа.
Остання за часом реставрація здійснена в 1953, проте всі напластування османського періоду збережені в недоторканності.